# Campeonato Mundial de Patinação Artística no Gelo de 1914
O Campeonato Mundial de Patinação Artística no Gelo de 1914 foi a décima nona edição do Campeonato Mundial de Patinação Artística no Gelo, um evento anual de patinação artística no gelo organizado pela União Internacional de Patinação (em inglês:  International Skating Union) onde os patinadores artísticos competem pelo título de campeão mundial. Nesta edição a competição individual masculina foi disputada entre os dia 21 de fevereiro e 22 de fevereiro na cidade de Helsinque, Finlândia; e as competições individual feminina e de duplas foi disputada entre os dias 24 de janeiro e 25 de janeiro na cidade de St. Moritz, Suíça.

## Eventos
- Individual masculino
- Individual feminino
- Duplas

## Medalhistas
| Evento                        | Ouro                                                     | Prata                                      | Bronze                                    |
| Individual masculino detalhes | Gösta Sandahl · Suécia                                   | Fritz Kachler · Áustria                    | Willy Böckl · Áustria                     |
| Individual feminino detalhes  | Opika von Méray Horváth · Hungria                        | Angela Hanka · Áustria                     | Phyllis Johnson · Reino Unido             |
| Duplas detalhes               | Ludowika Jakobsson-Eilers · Walter Jakobsson · Finlândia | Helene Engelmann · Karl Mejstrik · Áustria | Christa von Szabo · Leo Horwitz · Áustria |

## Resultados

### Individual masculino
| Pos.              | Nome               | Nacionalidade | Pontos |
| ----------------- | ------------------ | ------------- | ------ |
| Medalha de ouro   | Gösta Sandahl      | Suécia        | 12     |
| Medalha de prata  | Fritz Kachler      | Áustria       | 17     |
| Medalha de bronze | Willy Böckl        | Áustria       | 17     |
| 4                 | Ernst Oppacher     | Áustria       | 20     |
| 5                 | Andor Szende       | Hungria       | 27     |
| 6                 | Ivan Malinin       | Rússia        | 30     |
| 7                 | Gillis Grafström   | Suécia        | 32     |
| 8                 | Harald Rooth       | Suécia        | 36     |
| 9                 | Richard Johansson  | Suécia        | 38     |
| 10                | Erwin Schwarzböck  | Áustria       | 48     |
| 11                | Martin Stixrud     | Noruega       | 55     |
| 12                | Björnsson Schauman | Finlândia     | 58     |
| 13                | Sergei Vandervliet | Rússia        | 64     |
| WD                | Sakari Ilmanen     | Finlândia     | —      |

### Individual feminino
| Pos.              | Nome                    | Nacionalidade | Pontos |
| ----------------- | ----------------------- | ------------- | ------ |
| Medalha de ouro   | Opika von Méray Horváth | Hungria       | 6      |
| Medalha de prata  | Angela Hanka            | Áustria       | 10     |
| Medalha de bronze | Phyllis Johnson         | Reino Unido   | 18     |
| 4                 | Thea Frenssen           | Alemanha      | 22     |
| 5                 | Gisela Reichmann        | Áustria       | 24.5   |
| 6                 | Anna Lisa Allardt       | Finlândia     | 24.5   |
| 7                 | Ksenia Caesar           | Rússia        | 35     |
| 8                 | Ramsay Salmon           | Suécia        | 41     |
| 9                 | Irene Lawley            | Reino Unido   | 44     |

### Duplas
| Pos.              | Nome                                         | Nacionalidade | Pontos |
| ----------------- | -------------------------------------------- | ------------- | ------ |
| Medalha de ouro   | Ludowika Jakobsson-Eilers / Walter Jakobsson | Finlândia     | 7      |
| Medalha de prata  | Helene Engelmann / Karl Mejstrik             | Áustria       | 11     |
| Medalha de bronze | Christa von Szabo / Leo Horwitz              | Áustria       | 12     |
| 4                 | Thea Frenssen / Julius Vogel                 | Alemanha      | 20     |
| 5                 | Alexia Bryn-Schøien / Yngvar Bryn            | Noruega       | 25     |

## Quadro de medalhas
| Ordem | País        | Medalha de ouro | Medalha de prata | Medalha de bronze |   | Ordem por total |
| ----- | ----------- | --------------- | ---------------- | ----------------- | - | --------------- |
| 1     | Finlândia   | 1               |                  |                   | 1 | 2               |
| 1     | Hungria     | 1               |                  |                   | 1 | 2               |
| 1     | Suécia      | 1               |                  |                   | 1 | 2               |
| 4     | Áustria     |                 | 3                | 2                 | 5 | 1               |
| 5     | Reino Unido |                 |                  | 1                 | 1 | 2               |
| TOTAL | TOTAL       | 3               | 3                | 3                 | 9 | —               |